# San Andrés Cholula
San Andrés Cholula là một đô thị thuộc bang Puebla, México. Năm 2005, dân số của đô thị này là 80118 người.